# Mercury-Little-Joe 2
Little Joe 2 (LJ-2) diente dem Test der Mercury-Kapsel im Rahmen des Mercury-Programms. In der Kapsel war der Rhesusaffe Sam untergebracht, mit dem man die Auswirkungen eines Fluges auf den Menschen testen wollte. Der Name Sam leitet sich aus den Initialen der Institution ab, die für die biologischen Experimente während des Mercury-Programms verantwortlich war, der US Air Force School of Aviation Medicine. Neben Sam befanden sich in der Kapsel noch weitere biologische Proben wie Samen und verschiedene Zellarten. Darüber hinaus wurde die Kapsel getestet. Dafür wurde insbesondere auch ein Abtrennen der Kapsel mithilfe der Rettungsrakete durchgeführt.
Der Start erfolgte am 4. Dezember 1959 von Wallops Island in Virginia aus. Die Kapsel stieg 88 Kilometer hoch und war drei Minuten und 13 Sekunden schwerelos. Sie wurde mitsamt dem lebenden Affen Sam von der USS Borie geborgen. Die Kapsel ist im Airpower Park and Museum in Hampton (Virginia) ausgestellt.
Die psychomotorischen Aufgaben, die Sam bei der Vorbereitung des Fluges noch exzellent ausgeführt hatte, erledigte er während des Fluges nur zum Teil. Er war dazu trainiert worden, bei Aufleuchten einer roten Lampe einen kleinen Hebel zu betätigen, reagierte aber in der Endphase des Fluges immer weniger auf den auslösenden Reiz. Auch nach der Verabreichung von schwach dosierten Elektroschocks auf seine Füße nahm er die Tätigkeit nicht wieder auf. Nach der Bergung zeigte sich Sam sehr hungrig und reaktiv. Er wurde medizinisch untersucht und anschließend in das NASA-Labor auf der Langley Air Force Base in Virginia gebracht, in dem auch sein weibliches Gegenstück die Rhesusäffin Miss Sam trainiert wurde, bevor Sam in das Affengehege auf den US-Luftwaffenstützpunkt Brooks in Texas gebracht wurde. In Brooks verbrachte er noch elf Jahre, bevor Sam an den zoologischen Garten San Antonio abgegeben wurde. Angeblich ist er 1978 gestorben.